# 百合子
『百合子』（ゆりこ）は、1913年（大正2年）に発表された菊池幽芳による日本の小説であり、同作を原作とし、同年、敷島商会と日活向島撮影所がそれぞれ製作・公開した日本のサイレント映画である。

## 略歴・概要
小説『百合子』の初出は、菊池幽芳の勤務先が発行する『大阪毎日新聞』、および『東京日日新聞』紙上で、1913年（大正2年）に掲載された。同年、金尾文淵堂から『百合子』全3冊が刊行されている。新聞連載時の挿絵は鏑木清方が描いており、翌1914年（大正3年）には、同じく金尾文淵堂から、插絵100枚を選抜した『百合子画集』が刊行されている。
菊池の小説は、『己が罪』（1899年 - 1900年）、『乳姉妹』（1903年）、『月魄』（1908年）、『毒草』（1916年）と発表されるたびにベストセラーになり、「家庭小説」のジャンルを確立したと言われ、初期の日本映画において多く映画化された。
本作に関しても、新聞での連載、単行本が刊行された同年に、敷島商会、日活向島撮影所がそれぞれ映画化し、敷島版が10月25日、日活向島版が10月中にそれぞれ公開された。
映画『百合子』は、いずれのヴァージョンも、東京国立近代美術館フィルムセンターに所蔵されていない。
小説『百合子』は、2020年（令和2年）4月現在、1924年（大正13年）版の全集の復刻である、1997年（平成9年）版以外は、すべて絶版である。青空文庫にも収録されていないが、国立国会図書館の「国立国会図書館デジタルコレクション」には収録されており、閲覧・ダウンロードが可能である。 ⇒ #ビブリオグラフィ

## フィルモグラフィ
- 『百合子』 : 主演久保田清、敷島商会、1913年
- 『悲劇百合子』 : 主演五味国太郎、日活向島撮影所、1913年

## 1913年 敷島版
『百合子』（ゆりこ）は、1913年（大正2年）製作・公開、敷島商会製作・配給による日本のサイレント映画、女性映画である。

### スタッフ・作品データ・キャスト
- 監督・脚本 : 不明
- 原作 : 菊池幽芳
- 出演 : 久保田清 一派
- 製作 : 敷島商会
- 上映時間（巻数） : 3巻
- フォーマット : 白黒映画 - スタンダードサイズ（1.33:1） - サイレント映画
- 公開日 :  日本 1913年10月25日
- 配給 :  敷島商会
- 初回興行 : 上野・みやこ座

## 1913年 日活向島版
『悲劇百合子』（ひげきゆりこ）は、1913年（大正2年）製作・公開、日活向島撮影所製作、日活配給による日本のサイレント映画、女性映画である。

### スタッフ・作品データ
- 監督・脚本 : 不明
- 原作 : 菊池幽芳
- 製作 : 日活向島撮影所
- 上映時間（巻数） : 不明
- フォーマット : 白黒映画 - スタンダードサイズ（1.33:1） - サイレント映画
- 公開日 :  日本 1913年10月
- 配給 :  日活
- 初回興行 : 浅草・金竜館

### キャスト
- 五味国太郎
- 関根達発
- 横山運平
- 立花貞二郎
- 藤川三之助

## ビブリオグラフィ
国立国会図書館蔵書。
- 『百合子』、金尾文淵堂、1913年
- 『百合子画集』、共著鏑木清方、金尾文淵堂、1914年
- 『幽芳全集 第5巻』、国民図書、1924年
- 『菊池幽芳全集 第1-4巻』、改造社、1933年
- 『菊池幽芳全集 第5巻』、日本図書センター、1997年5月 ISBN 4820581848

## 註
1. 1 2  OPAC NDL 検索結果、国立国会図書館、2009年11月30日閲覧。
2. ↑  百合子画集、国立国会図書館、2009年11月30日閲覧。
3. ↑  菊池幽芳、『講談社 日本人名大辞典』、講談社 / 『百科事典マイペディア』、日立システムアンドサービス、コトバンク、2009年11月30日閲覧。
4. 1 2  菊池幽芳、日本映画データベース、2009年11月30日閲覧。
5. ↑  所蔵映画フィルム検索システム、東京国立近代美術館フィルムセンター、2020年4月20日閲覧。
6. ↑  百合子・前編（金尾文淵堂版）、国立国会図書館、2020年4月20日閲覧。
7. ↑  百合子・中編（金尾文淵堂版）、国立国会図書館、2020年4月20日閲覧。
8. ↑  百合子・後編（金尾文淵堂版）、国立国会図書館、2020年4月20日閲覧。
9. ↑  幽芳全集（第5巻）、国立国会図書館、2020年4月20日閲覧。